# AZet Dance Company
Die AZet Dance Company war eine freie Tanzgruppe, die 1994 von Ingrid Romani und Anselmo Zolla gegründet wurde und bis 1998 mit Sitz in Kaiserslautern aktiv war. Die Gruppe verstand sich als Vertreter des zeitgenössischen Tanzes. Neben dem aus vier Tänzern bestehenden Kernensemble gestalteten außerdem Künstler anderer Sparten (Musik und Schauspiel) verschiedene Stücke und Auftritte mit.
In den vier Jahren ihres Bestehens trat die Gruppe über 60 mal in Deutschland auf (davon 33 mal in Kaiserslautern) und hatte über 20 Auftritte außerhalb Deutschlands, unter anderem in Brasilien, Venezuela, Hongkong und Volksrepublik China.

## Ensemble
Die Tanzgruppe formierte sich um den Choreographen Anselmo Zolla, dessen Namensinitialen der Gruppe den Namen gaben. Zu den Tänzern gehörten Dilenia Reis, Etsuko Akiya, Michael Langeneckert und Tung Hon, die als Tänzer im Kaiserslauterer Pfalztheater tätig waren. Tung Hon schied 1997 aus, für ihn tanzte Elmer Domdom. Diese fünf Tänzer bildeten das Kernensemble. Neben Anselmo Zolla choreographierten Tung Hon, Michael Langeneckert, Peggy Woo und Etsuko Akiya.
Zu den Musikern, die die Gruppe immer wieder begleiteten, gehörten die Sängerinnen Hlín Pétursdóttir und Ranveig Eckhoff, der Gitarrist Heiko Plank und der Komponist und Schlagzeuger Tobias Kästle. Weiterhin traten für die AZet Dance Company auf: Maudy-Ann Esser (Tanz), Peggy Woo (Tanz), Sara-Ann Bocek (Tanz), Katelijne Philips (Tanz), Sigrid Reisenberger (Tanz), Eva Weissenböck (Tanz), Henrick Kaalund (Tanz), Charlotte Bell (Tanz), Mark Krause (Tanz), Dieter Hofinger (Schauspiel), Tobias Kästle (Schlagzeug, Komposition), Uwe Sanders (Klavier), Christine Bender (Oboe, Englisch Horn), Michael Gärtner (Percussion), Andrea Laszlo-Schwirtz (Cello). Die Kostüme wurden von Carla H. Haggray, Katrin Bobek, João Roberto de Souza und Anselmo Zolla gestaltet. Für verschiedene Stücke wirkten Claus J. Frankl, Boris von Poser und Claudia Rieger als Dramaturgen. Ingrid Romani arbeitete ehrenamtlich als administrative Leiterin.

## Stücke

### 1994
- ‘‘Minha Descoberta’‘
  - Choreographie: Anselmo Zolla
  - Tanz: Dilenia Reis, Tung Hon

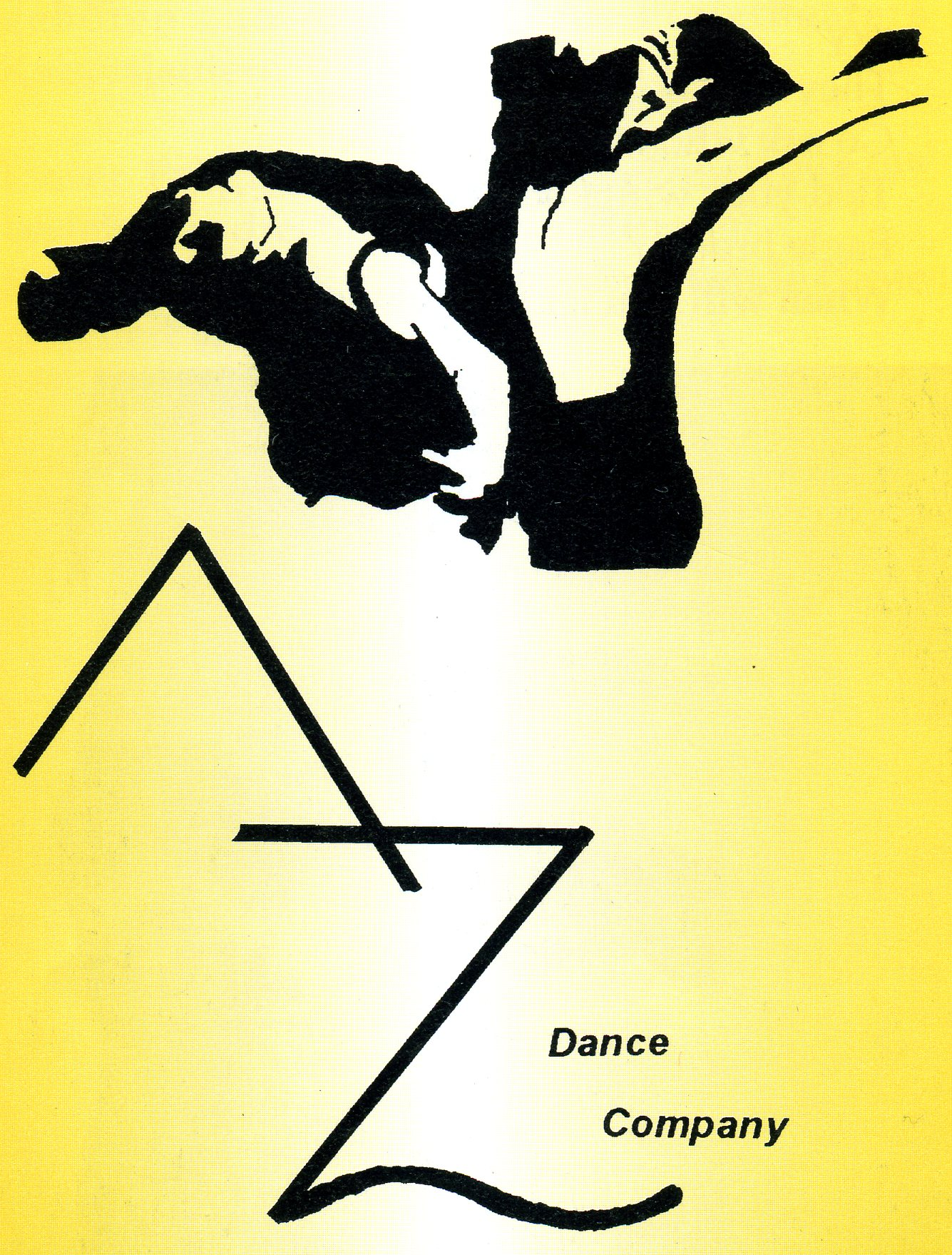
Das erste Programmheft
der AZet Dance Company

  - Premiere: 10. Dezember 1994, Kaiserslautern

- ‘‘Ein Moment’‘
  - Choreographie: Anselmo Zolla
  - Tanz: Etsuko Akiya, Michael Langeneckert
  - Premiere: 10. Dezember 1994, Kaiserslautern

- ‘‘Jene Frau’‘
  - Choreographie: Anselmo Zolla
  - Tanz: Dilenia Reis, Michael Langeneckert
  - Premiere: 10. Dezember 1994, Kaiserslautern

- ‘‘Eagle Brothers’‘
  - Choreographie: Anselmo Zolla
  - Tanz: Dilenia Reis, Etsuko Akiya, Tung Hon, Michael Langeneckert
  - Premiere: 10. Dezember 1994, Kaiserslautern

- ‘‘Licht ohne Schatten’‘
  - Choreographie: Tung Hon
  - Tanz: Dilenia Reis, Etsuko Akiya, Michael Langeneckert
  - Premiere: 28. Dezember 1994, Kaiserslautern

### 1995
- ‘‘In the Corner’‘
  - Choreographie: Anselmo Zolla
  - Tanz: Etsuko Akiya, Dilenia Reis, Michael Langeneckert
  - Premiere: 17. Mai 1995, Kaiserslautern

- ‘‘NO CANTO’‘
  - Choreographie: Anselmo Zolla
  - Tanz: Etsuko Akiya, Dilenia Reis, Michael Langeneckert, Tung Hon
  - Premiere: 15. Juni 1995, Kaiserslautern

- ‘‘Dreams’‘
  - Choreographie: Anselmo Zolla
  - Tanz: Etsuko Akiya, Dilenia Reis, Michael Langeneckert, Tung Hon (später Elmer Domdom)
  - Gesang: Ranveig Eckhoff
  - Gitarre: Heiko Plank
  - Premiere: 14. Dezember 1995, Kaiserslautern

### 1996
- ‘‘Querer’‘
  - Choreographie: Anselmo Zolla
  - Tanz: Dilenia Reis, Etsuko Akiya, Maudy-Ann Esser
  - Gesang: Hlín Pétursdóttir
  - Premiere: 23. März 1996, Kaiserslautern

- ‘‘Space’‘
  - Choreographie: Tung Hon
  - Tanz: Tung Hon, Dilenia Reis
  - Premiere: 11. Mai 1996, Kaiserslautern

- ‘‘perhaps’‘
  - Choreographie: Anselmo Zolla
  - Tanz: Etsuko Akiya, Michael Langeneckert
  - Kostüme: João Roberto de Souza
  - Premiere: 13. November 1996, Kaiserslautern

- ‘‘r. & j. – eine Geschichte’‘
  - Choreographie: Anselmo Zolla

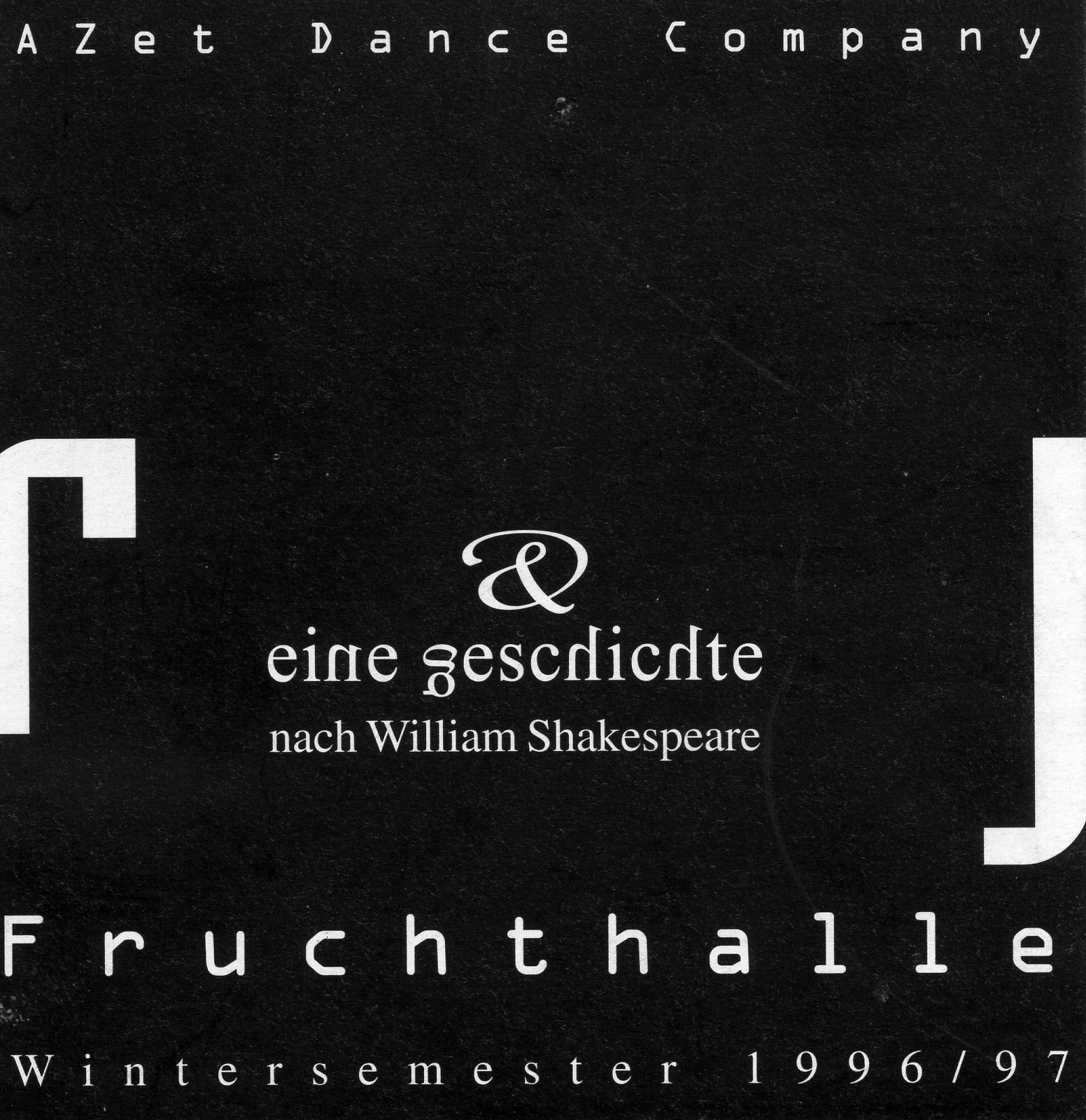
Programmheft zu
’‘r. & j. – eine geschichte’‘

  - Tanz: Etsuko Akiya, Dilenia Reis, Michael Langeneckert
  - Dialogregie, Dramaturgie: Claus J. Frankl
  - Schauspiel: Dieter Hofinger
  - Gesang: Hlín Pétursdóttir
  - Musik: Tobias Kästle (Schlagzeug, Komposition), Uwe Sanders (Klavier), Christine Bender (Oboe, Englisch Horn), Michael Gärtner (Percussion), Andrea Laszlo-Schwirtz (Cello)
  - Premiere: 13. November 1996, Kaiserslautern

### 1997
- ‘‘This is my place’‘
  - Choreographie: Michael Langeneckert

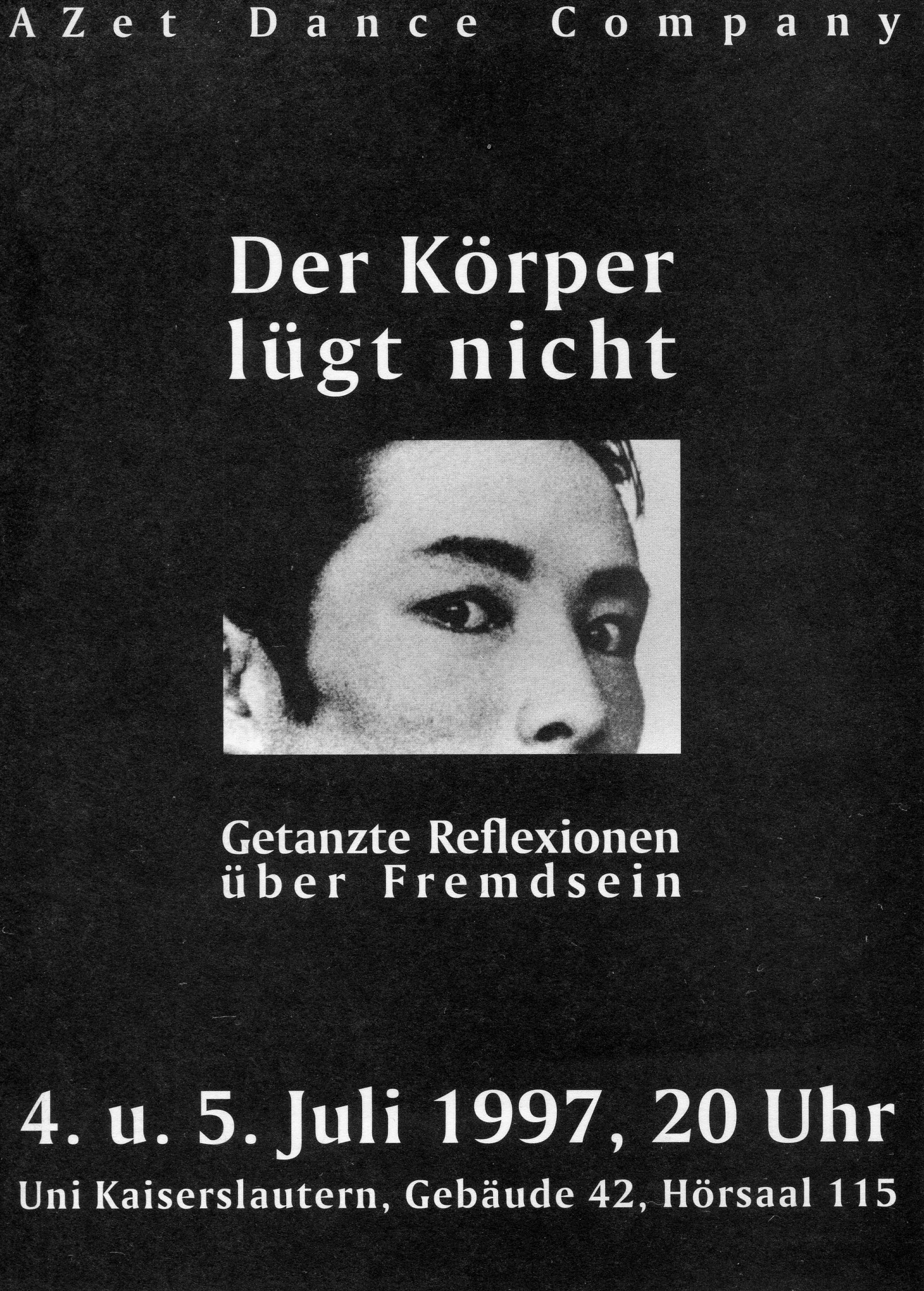
Programmheft zu
Der Körper lügt nicht

  - Tanz: Etsuko Akiya, Dilenia Reis
  - Premiere: 30. März 1997, Freiburg

- ‘‘Schönen Tag noch!’‘
  - Choreographie: Etsuko Akiya
  - Tanz: Elmer Domdom, Michael Langeneckert
  - Premiere: 30. März 1997, Freiburg

- ‘‘Toy’s Game’‘
  - Choreographie: Peggy Woo
  - Tanz: Etsuko Akiya, Michael Langeneckert
  - Premiere: 30. März 1997, Freiburg

- ‘‘Der Körper lügt nicht’‘
  - Choreographie: Anselmo Zolla
  - Regie: Boris von Poser
  - Kostüme: Katrin Bobek
  - Tanz: Etsuko Akiya, Dilenia Reis, Michael Langeneckert, Elmer Domdom, Tung Hon, Peggy Woo, Sara-Ann Bocek, Katelijne Philips, Sigrid Reisenberger, Eva Weissenböck, Henrick Kaalund
  - Musik: Tobias Kästle (Schlagzeug, Komposition), Christine Bender (Oboe, Englisch Horn), Michael Gärtner (Percussion)
  - Video: Video AG der Universität Kaiserslautern
  - Premiere: 4. Juli 1997, Kaiserslautern

- ‘‘Cenas Sem’‘
  - Choreographie: Anselmo Zolla
  - Dramaturgie: Claudia Rieger
  - Tanz: Charlotte Bell, Mark Krause
  - Kostüme: João Roberto de Souza
  - Premiere: 3. Dezember 1997, Kaiserslautern

### 1998
- ‘‘Schönen Tag noch! – Teil 2’‘
  - Choreographie: Etsuko Akiya
  - Tanz: Elmer Domdom, Michael Langeneckert
  - Premiere: 22. Mai 1998, Kaiserslautern

## Festivals, Tourneen, Tanzabende
Die AZet Dance Company wurde zu mehreren Festivals eingeladen und richtete selbst zwei dreitägige Festivals aus, bei denen Choreographen und Tanzgruppen aus Europa, Südamerika und Asien ihre Stücke zeigten.

### Einladungen zu Festivals
In Deutschland wurde die AZet Dance Company zum Tanzfestival 1996 in Augsburg sowie zu den zweiten Pfefferberger Tanztagen in Berlin im Januar 1997 eingeladen.
Außerhalb Deutschlands wurde die AZet Dance Company zweimal zu Festivals nach Südamerika eingeladen, im Juli 1995 zum XX. Festival de Campina Grande in Campina Grande, Brasilien und im Dezember 1997 zum IV. Festival Latinoamericano de Danza in Maracaibo, Venezuela. Im Juni 1996 nahm die Tanzgruppe am Hong Kong Movement Dance Festival teil.

### Initiator des Uni Modern Dance Festival Kaiserslautern
Die AZet Dance Company initiierte das Modern Dance Festival Kaiserslautern. Als Veranstalter traten das studium integrale und der AStA der Universität Kaiserslautern auf.

#### Erstes Uni Modern Dance Festival

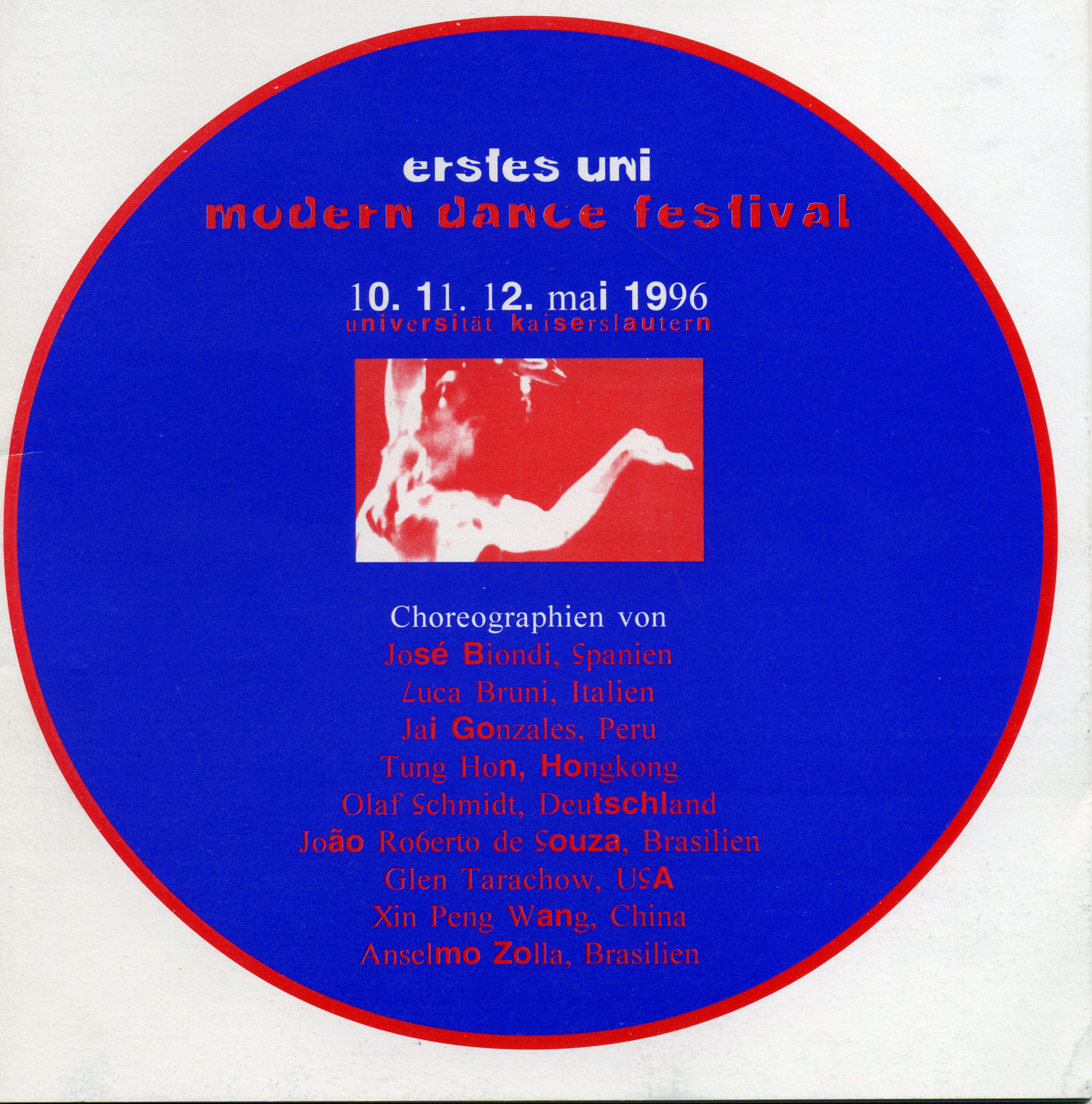
Programmheft zum
Ersten Uni Modern Dance Festival

Das erste Uni Modern Dance Festival fand vom 10. bis zum 12. Mai 1996 im Audimax der Universität Kaiserslautern statt. An den drei Abenden wurden folgende Stücke gezeigt:
- ‘‘Mamma Roma’‘
  - Choreographie: Luca Bruni
  - Tanz: La Terra Nuova (Italien)

- ‘‘Venezhvela’‘
  - Choreographie: João Roberto de Souza
  - Tanz: João Roberto de Souza

- ‘‘Space’‘
  - Choreographie: Tung Hon
  - Tanz: AZet Dance Company

- ‘‘Concertino’‘
  - Choreographie: Olaf Schmidt
  - Tanz: Pfalztheater Kaiserslautern

- ‘‘In the Corner’‘
  - Choreographie: Anselmo Zolla
  - Tanz: AZet Dance Company

- ‘‘Zwischenspiel’‘
  - Choreographie: Jai Gonzales
  - Tanz: UnterwegsTheater Heidelberg

- ‘‘Profile’‘
  - Choreographie: Glen Tacharow
  - Tanz: Amy Tacharow

- ‘‘Low Version’‘
  - Choreographie von Xing Peng Wan
  - Tanz: Yolanta Valeikaite

- ‘‘Wunsch’‘
  - Choreographie: José Biondi
  - Tanz: Tänzer der Frankfurter Musikhochschule

#### Zweites Uni Modern Dance Festival

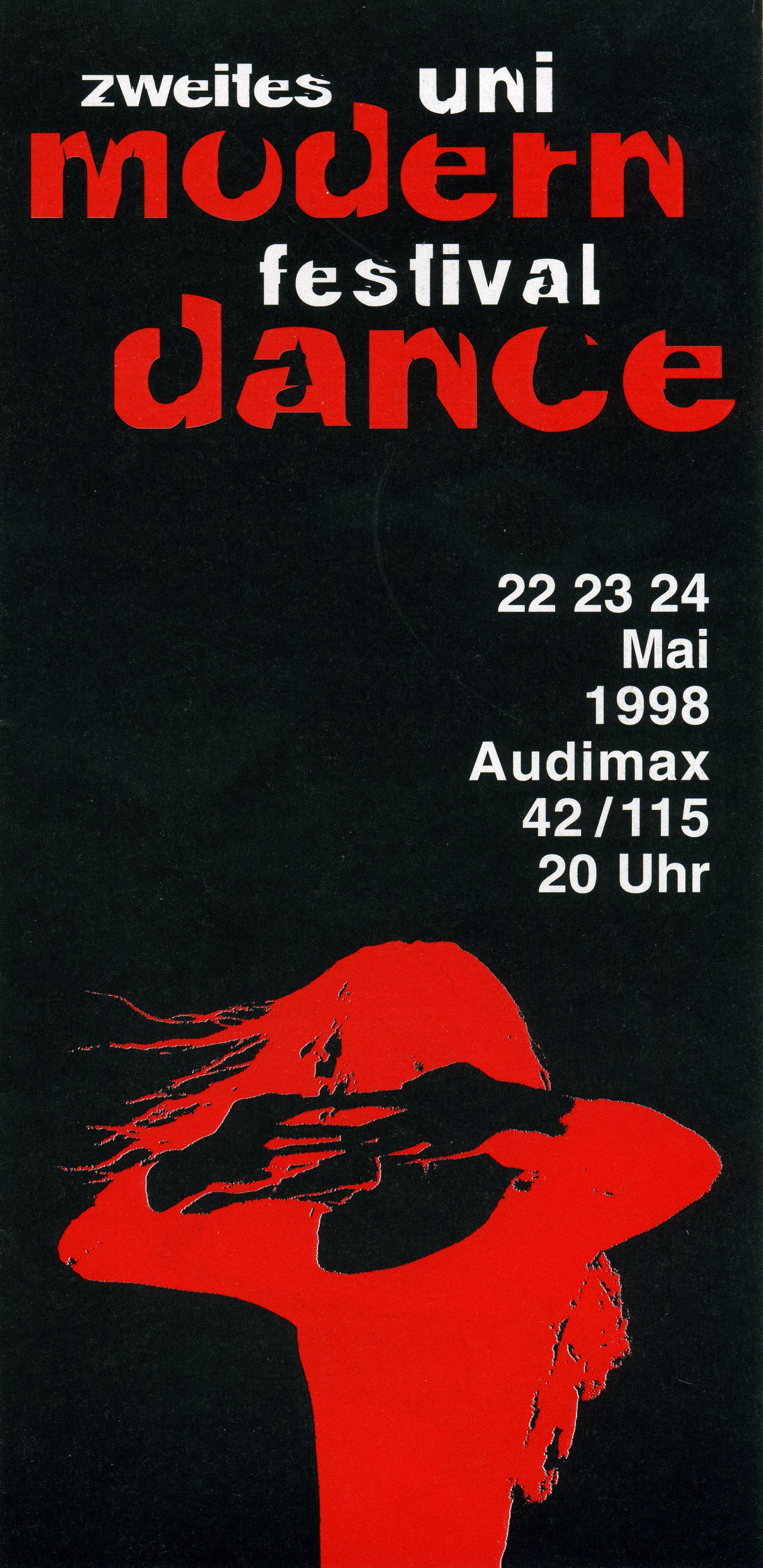
Programmheft zum
Zweiten Uni Modern Dance Festival

Das zweite Uni Modern Dance Festival fand vom 22. bis zum 24. Mai 1998 im Audimax der Universität Kaiserslautern statt. An den drei Abenden wurden folgende Stücke gezeigt:
- ‘‘Eklipse’‘
  - Choreographie: Ingo Reulecke
  - Tanz: Vanessa Kienast, Lydia Klement, Ingo Reulecke, Britta Schönbrunn, Odile Seitz

- ‘‘De como un espacio invertido se convirtio en…pescado’‘
  - Choreographie: Elizabeth Rodriguez
  - Tanz: Elizabeth Rodriguez

- ‘‘Gentlemansong No. 3’‘
  - Choreographie: Jochen Heckmann
  - Tanz: Jochen Heckmann

- ‘‘Unzipped’‘
  - Choreographie: Richard Wherlock
  - Tanz: Cathy Sharp Ensemble, Schweiz
    - mit: Etsuko Akiya, Beatrice Goetz, Loya Molloy, Maria Pedreira, Kendra Walsh, Michael Langeneckert, Ismael Lorenzo, Dirk Poschidajew

- ‘‘Ein Augenblick mit Glenn Gould’‘
  - Choreographie: Stéphane Fléchet
  - Tanz: Stéphane Fléchet, Maida Kasarian, Dilenia Reis, Olaf Schmidt

- ‘‘Der alte Stein’‘
  - Choreographie: Sabine Seume
  - Tanz: Sabine Seume

- ‘‘Immer und ewig’‘
  - Choreographie: Gregor Zöllig
  - Tanz: Tanztheater der Städtischen Bühnen Osnabrück
    - mit: Sara E. Camm, Andreas J. Etter

- ‘‘Schönen Tag Noch! – Teil 2’‘ (Premiere)
  - Choreographie: Etsuko Akiya
  - Tanz: AZet Dance Company
    - mit: Elmer Domdom, Michael Langeneckert

- ‘‘Dal Amor y Otras Perversiones’‘
  - Choreographie: Laura Rocha & Francisco Illescas
  - Tanz: Cia. de Danza BARRO ROJO A.E., Mexiko
    - mit: Maricarmen Uribe, Edith Maya, Laura Rocha, Jorge Alberto Pérez Salazar, Jose Luis Hernandez, Ignacio Santos, Ricardo Dias

- ‘‘Anjos caidos’‘ (Premiere)
  - Choreographie: João Roberto de Souza
  - Tanz: Delirium Teatro de Dança, Brasilien
    - mit: Anna P. Zenha, Ap. P. da Silva Pedro, Benedita Maria Geraldo, Elsa B. P. de Souza, Guiomar F. Pasquini, Maria Ap. Alves Pereira, Maria Ap. B. Querido, Maria C. Carotta, Maria Natividade M. Dos Sanots, Maria Stella P. de Souza, Lúcia Vitto

- ‘‘Loud! ‘‘
  - Choreographie: Thomas Plischke
  - Tanz: Cia. Municipal de Danca de Caxias do Sul, Brasilien
    - mit: Verónica Gomezjurado, Ney Moraes

- ‘‘Buenos Aires, Tiempo Siempre’‘ (Premiere)
  - Choreographie: Marisol Ferrari
  - Tanz: Azudanza
    - mit: Anette Prince, Andrea Prince, Johanna Añez, Morella Lopez, Marietta Zaccheddu

- ‘‘Three Sisters ‘‘
  - Choreographie: Robert Poole
  - Tanz: Robert Poole’s Moving Words
    - mit: Aline Goeppert, Randi Liebnau, Katrin Wunderlich

Begleitend zu den Stücken wurden verschiedene Workshops für zeitgenössischen Tanz angeboten. Die Dozentin Claudia Jeschke vom Institut für Theaterwissenschaft der Universität Leipzig hielt einen Vortrag über „Tanzstile als Kommunikationsformen. Körperliche Aktionen, Reaktionen und Interaktionen im zeitgenössischen europäischen Bühnentanz“. Gregor Zöllig, Leiter des Tanztheaters der Städtischen Bühnen Osnabrück, sprach zum Thema „Zwischen Tradition und Moderne. Was ist Choreographie? Inspiration oder Handwerk?“

### Tourneen
Die Einladung nach Brasilien zum XX. Festival de Campina Grande verband die Gruppe mit einer Tournee, bei der sie in Rio de Janeiro, São Paulo und Recife insgesamt neunmal in verschiedenen Theatern auftraten. Der Auftritt in Hongkong wurde mit einer Tournee nach Guangzhou in der Provinz Guǎngdōng verbunden, wo die Gruppe an zwei Abenden auftrat. Zu diesem Anlass war der deutsche Generalkonsul in Guangzhou zu Gast. Einschließlich der Auftritte während des Festivals in Hongkong trat die Gruppe insgesamt sechsmal auf. Im Juli 1997 bereiste die Gruppe ein weiteres Mal Brasilien und trat in Araraguara, Porte Alegre, Santa Maria und Ribeirão Preto auf.

### Tanzabende mit anderen Tanzgruppen
Beim UnterwegsTheater Heidelberg zeigte die AZet Dance Company im Mai 1995 an zwei Tanzabenden das Stück ‘‘In the Corner’‘, das UnterwegsTheater wiederum zeigte während des ersten Uni Modern Dance Festivals ihr Stück ‘‘Zwischenspiel’‘.
Am 20. Februar 1997 hatte die AZet Dance Company gemeinsam mit dem Tanzwerk Nürnberg einen Tanzabend im Audimax der Universität Kaiserslautern, bei der die Choreographin Jean Renshaw ihr Stück ‘‘De Tijd’‘ zeigte, das einen Monat zuvor in Nürnberg Premiere gehabt hatte.

## Finanzierung, Sponsoren
Mit Ausnahme von Heiko Plank, der als freiberuflicher Gitarrist arbeitet, sowie von Anselmo Zolla, waren nahezu alle Künstler, die bei der AZet Dance Company mitwirkten, am Pfalztheater Kaiserslautern fest angestellt. Nur durch die großzügige Freistellung der Künstler (selbstverständlich nur solange dadurch ihre Verpflichtungen gegenüber dem Pfalztheater nicht beeinträchtigt wurden) durch den damaligen Intendanten Pavel Fiever und den Choreographen des Pfalztheaters, Olaf Schmidt, war es der Tanzgruppe überhaupt erst möglich, ihre Stücke einzustudieren und aufzuführen. In der Regel erhielten die Tänzer nach den Aufführungen einen zwei-, manchmal dreistelligen DM-Betrag, der aus den Einnahmen der Abendkasse stammte.
Das Land Rheinland-Pfalz förderte die Tanzgruppe im Rahmen des Kultursommers 1997 mit einem Fördergeld, das die Gruppe beantragt hatte.
Die Kaiserslauterer Initiative kleinLaut ermöglichte es der Tanzgruppe, in der ‘‘Bühne unterm Dach‘‘ und dem ‘‘Theodor-Zink-Museum‘‘ aufzutreten.
Das studium integrale der Universität Kaiserslautern stellte das Audimax zur Verfügung, weiterhin unterstützten Studenten der Video AG die Aufführungen beim Einsatz von Ton und Licht und für Der Körper lügt nicht beim Einsatz von Video.
Während der beiden Uni Modern Dance Festivals mussten insgesamt über 70 Tänzern und Choreographen untergebracht und mit Essen und Trinken versorgt werden. Dies war nur möglich durch die Unterstützung zahlreicher Hotels und Restaurants in Kaiserslautern.
Die Tourneen nach Brasilien wurden durch die brasilianischen Firmen Jabal Aude, Canto Brasil und dem Liceu Albert Samin finanziert.

## Rezeption, Bedeutung

### Presse
Die Presse nahm die AZet Dance Company durchwegs positiv, zum Teil mit ausgesprochener Begeisterung auf. In Kaiserslautern etablierte sich die Tanzgruppe als fester und gern gesehener Bestandteil der künstlerischen Szene. So schrieb Walter Mottl am 30. Dezember 1994 für die Tageszeitung Die Rheinpfalz gleich im ersten Satz: „Kaiserslautern ist um ein Ensemble reicher.“ Außerhalb Kaiserslauterns fand die Gruppe in der Presse gleichermaßen ein wohlwollendes Echo.

### Stil, Einordnung
Sowohl Anselmo Zolla als auch die Tänzer des Kernensembles brachten eine klassische Ballettausbildung mit und hatten zum Zeitpunkt ihres Zusammentreffens ebenso Erfahrung mit zeitgenössischem Tanz. Es stand zu keinem Zeitpunkt in Frage, dass die Gruppe zu dieser Tanzrichtung gehörte.
Zu den in den Tanzstücken aufgegriffenen Themen gehörten Liebe, Beziehungskonflikte und Selbstausdruck (z. B. ‘‘In the Corner‘‘, ‘‘Jene Frau‘‘, ‘‘Minha Descoberta‘‘, ‘‘Eagle Brother‘‘, ‘‘r. & j. – eine geschichte‘‘, ‘‘perhaps‘‘, ‘‘This is my place‘‘), Leere/Flow (‘‘Space‘‘), Büroalltag (‘‘Schönen Tag noch!‘‘), Fraulichkeit (‘‘Querer‘‘), Drill (‘‘Toy’s Game‘‘), Traumwelten (‘‘Dreams‘‘) und Fremdsein (‘‘Der Körper lügt nicht‘‘). Anselmo Zolla konnte immer wieder Künstler anderer Kunstrichtungen (insbesondere Musik, aber auch Schauspiel) für gemeinsame Produktionen gewinnen. Dabei ging es ihm um ein Zusammenwirken der verschiedenen Sparten, nicht um eine Verwischung der Grenzen. Auch wenn in verschiedenen Stücken (‘‘In the Corner‘‘, ‘‘r. & j. – eine geschichte‘‘) die Tänzer (insbesondere Michael Langeneckert) zur Sprache kommen, fand eine schauspielerische Profilierung der Tänzer zu keinem Zeitpunkt statt und wurde auch nicht angestrebt. Der von Anselmo Zolla gewünschte Ausdruck seelischer Zustände sollte von den Tänzern tänzerisch geleistet werden. Programmatisch drückte Anselmo Zolla diese Einstellung im Titel eines seiner letzten Stücke als Choreograph der AZet Dance Company aus: ‘‘Der Körper lügt nicht‘‘. Während Konflikte, Verletzungen und das Motiv des Andersseins immer wieder als Themen von der Tanzgruppe aufgegriffen wurden, war das künstlerische Ereignis für das Publikum eine vorrangig ästhetische Erfahrung.

### Bedeutung
Die Tanzgruppe konnte in Kaiserslautern ein festes Publikum gewinnen. Waren es im ersten Jahr im Schnitt nur etwa 30 Personen, die sich zu den Aufführungen einfanden, so steigerte sich dies kontinuierlich auf im Schnitt 150 und mehr Zuschauer.
Etablierte Tanzgruppen wie das Tanzwerk Nürnberg und das UnterwegsTheater Heidelberg führten gemeinsame Tanzabende mit der AZet Dance Company durch, zu den von der AZet Dance Company veranstalteten Festivals kamen Tanzkompanien aus Deutschland, Italien, der Schweiz, Venezuela, Mexiko und Brasilien.
Die Tanzgruppe war in den vier Jahren ihres Bestehens sowohl regional als auch überregional aktiv an der Gestaltung der Tanzszene mit beteiligt. Mit 18 zum Teil abendfüllenden Produktionen (‘‘Dreams‘‘, ‘‘r. & j. – eine geschichte‘‘, ‘‘Der Körper lügt nicht‘‘) schuf sie sich ein beachtliches Repertoire. Sie konnte sich in ihrer „Heimatstadt“ ein festes Publikum aufbauen und auch außerhalb Kaiserslauterns ein an der Kunstform Tanz interessiertes Publikum überzeugen.

## Auflösung
Bereits im November 1997 am IV. Festival Latinoamericano de Danza in Maracaibo, Venezuela nahm die AZet Dance Company nicht mehr mit den Tänzern des Kernensembles teil. Für das zweite Modern Dance Festival an der Universität Kaiserslautern, das im Mai 1998 von der AZet mit einem hohen organisatorischen Aufwand ausgerichtet wurde, konnten zwar zahlreiche Tanzgruppen gewonnen werden konnten, die AZet Dance Company beteiligte sich selbst jedoch nur mit einem Stück.
Anselmo Zolla choreografierte 1998 in Heidelberg als Assistent des damaligen Schauspieldirektors und kehrte 1999 in seine Heimat Brasilien zurück, wo er inzwischen als artistischer Direktor der Ballettschule Studio3 in São Paulo arbeitet, die eine eigene Tanzgruppe hat. Michael Langeneckert arbeitete als freier Tänzer und Choreograph und ist heute Trainingsleiter am Staatstheater Kassel. Tung Hon gründete eine Familie und hat ein Geschäft für Tanzbedarf in Frankfurt. Dilenia Reis kehrte ebenfalls nach Brasilien zurück und tanzte für das Balé da Cidade in São Paulo. Etsuko Akiya tanzte für verschiedene Tanzgruppen in Österreich, der Schweiz und Deutschland und unterrichtet seit 2007 klassisches Ballett in Japan.